# Henri Gondet
Henri Gondet est un physicien français né le 6 novembre 1889 à Paris, et mort à Châtillon (Hauts-de-Seine) le 27 novembre 1981,,.

## Biographie
Henri Gondet naît dans une famille de commerçants parisiens le 6 novembre 1889. Il effectue sa scolarité secondaire au Lycée Charlemagne. Puis il sort diplômé en 1910 de la 26e promotion de l'Ecole municipale de physique et de chimie industrielles de la Ville de Paris, après avoir eu notamment comme professeur Paul Langevin. À sa sortie de l'école, Il travaille pendant plusieurs années pour le constructeur d'instruments scientifiques Charles Beaudoin,,. 
De 1946 à 1957, il est le directeur des laboratoires du Pavillon Bellevue du CNRS et travaille en collaboration avec Frédéric Joliot-Curie. À partir de 1957, il prend la direction du Service d'étude et de construction de prototypes, qu'il a contribué à créer en 1952. Il prend sa retraite en 1974 et meurt en 1981.
La fille d'Henri Gondet a épousé le sculpteur René Letourneur. Leur fils, Jean Letourneur, est sculpteur également, et effectue depuis plusieurs années un travail à l'interface entre la sculpture et l'hydrodynamique.

## Distinction
- Prix Félix Robin (Société française de physique, 1936)